# 普拉塔尼河

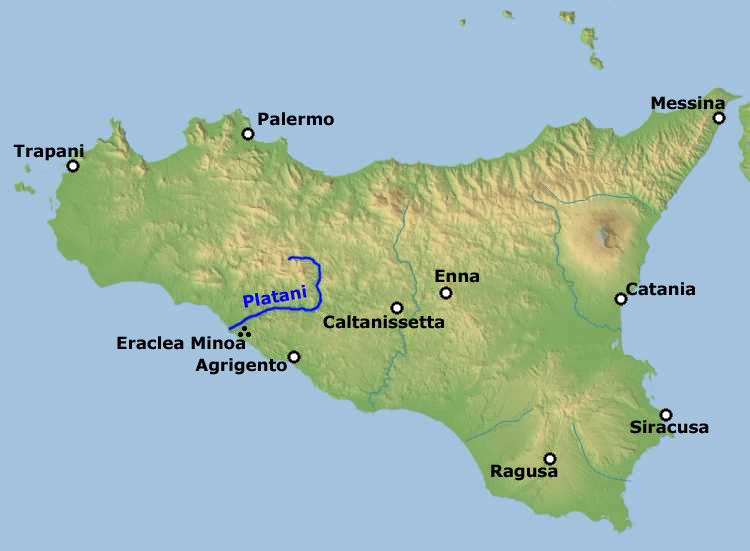

普拉塔尼河是意大利的河流，位於西西里島南部，流經巴勒莫省和阿格里真托省，河道全長103公里，是島上第五長河流，面積1,785平方公里，平均流量每秒7.5立方米。
37°24′N 13°16′E / 37.400°N 13.267°E